# Belle de jour
Belle de Jour (bra: A Bela da Tarde; prt: A Bela de Dia) é um filme ítalo-francês de 1967, do gênero drama, dirigido por Luis Buñuel, e com roteiro baseado na obra de Joseph Kessel. Séverine é uma burguesa casada com o doutor Pierre, que passa suas tardes trabalhando no bordel de Madame Anaïs.

## Elenco
- Catherine Deneuve como Séverine Serizy
- Jean Sorel como Pierre Serizy
- Michel Piccoli como Henri Husson
- Geniviève Page como Madame Anaïs
- Pierre Clémenti como Marcel
- Françoise Fabian como Charlotte
- Macha Méril como Renée
- Muni como Pallas
- Maria Latour como Mathilde
- Francisco Rabal como Hyppolite